# Квітко Григорій Петрович
Григорій Петрович Квітко (19 січня 1897, с. Гіржове — 21 вересня 1961, м. Тернопіль) — український актор, режисер, діяч культури. Чоловік Сусанни Коваль.

## Життєпис
Григорій Петрович народився 1897 року в селі Гіржове, Тираспольський повіт Херсонська губернія, нині Україна.
1912—1916 — коваль у м. Уральськ (нині РФ), де вступив у мандрівський український театр під керівництвом І. Сагатовського. Учасник Першої світової війни, воював на російсько-австрійському фронті (армія О. Брусилова), згодом — у загоні Г. Котовського.
Від 1918 — у театрі при політвідділі губвійськкомату в м. Саратов (нині РФ). 1923—1925 навчався на режесерськім факультеті театрального інституту. Згодом — актор Одеського пересувного робото-селянського театру. 1926—1928 — співорганізатор, директор і актор новоствореного театру в м. Єлисаветград (нині Кропивницький), згодом — актор Дніпропетровського українського драматичного театру (роль Квазімодо, «Собор Паризької Богоматері» В. Ґюґо).
Від 1929 — співорганізатор, директор, художній керівник і актор українського театру в м. Маріуполь (нині Донецька область), директор театру музичної комедії у м. Донецьк (1931—1933) і музично-драматичного театру «Кривбас» у м. Кривий Ріг, нині Дніпропетровська область (1933—1934), відправний керівник колективу українських акторів у м. Чкалів-Челябінськ (1934—1937, нині РФ), директор і режисер-постановщик Українського державного театру Казахської РСР (1937—1942, нині Казахстан).
Від 1942 — в Червоній армії, 1944 — режисер ансамблю, директор Львівського театру естради та мініатюр (1945), директор і художній керівник Самбірського театру, 1948—1951 — головний режисер Стрийського театру (обидва — Львівська область).
Від 1951 — директор Тернопільського обласного українського музично-драматичного театру, актор і режисер спектаклів, у творах «Безталанна» І. Карпенка-Карого (1951), «Весілля в Малинівці» Л. Юхвіда, «100 мільйонів» В. Собка (обидві — 1952, із Г. Авраменком) та інші.
Від 1957 — директор Тернопільської обласної філармонії.